# Piñuécar-Gandullas
Piñuécar-Gandullas es un municipio español formado por dos núcleos de población diferentes: Piñuécar y Gandullas. Está situado en la Comunidad de Madrid, en la comarca del Valle del Lozoya y de la Sierra Norte (Madrid). Limita con los municipios de Buitrago del Lozoya, La Acebeda, Horcajo de la Sierra-Aoslos, La Serna del Monte, Madarcos y Puentes Viejas.
El municipio está formado por dos núcleos de población diferentes: Piñuécar y Gandullas. Piñuécar a su vez tenía agregado a Bellidas, despoblado a mediados del siglo XX. También existe al noroeste de la población de Piñuécar la espadaña de Santo Domingo. Esta ermita era la sede del Tribunal de Aguas, nombrada en numerosos escritos como punto en el que se dirimían los asuntos de aguas de "Piñuécar y sus agregados, Bellidas y Ventosilla", este último de ubicación desconocida. Actualmente existe la iglesia de San Simón Apóstol en Piñuécar y la iglesia de Nuestra Señora de la Paz en Gandullas. En aquel tiempo, y hasta el siglo XVIII, Gandullas formaba un municipio independiente.

## Toponimia
Piñuécar: El nombre está relacionado con la flora de su término, en la que predomina sobre todo el pino en sus distintas variedades, especialmente el Pinus sylvestris. El topónimo de Piñuécar es un vocablo derivado de las voces de pinar, pinho, pino, piñuecar.
Gandullas: Lo más probable es que el nombre de Gandullas (antiguamente el municipio se llamaba "Ganduelas") tenga un origen etimológico vasco al igual que varios pueblos de su misma zona y alrededores. El nombre bien podría derivar de "gandu", que en vasco se refiere a la niebla o a la bruma (condición meteorológica que es bastante frecuente allí en determinadas épocas del año, sobre todo en los meses más lluviosos y fríos), y del sufijo vasco "-ela/s", que en vasco se refiere a las cabañas o chozas de los pastores. Esto tiene sentido ya que se cree que el pueblo fue formado por pastores que provenían de Buitrago del Lozoya (pueblo vecino) que levantaron chozas para vivir. Así, poco a poco, fueron formando lo que actualmente es el pueblo.
Otra teoría es que tenga su origen en la palabra castellana antigua de "chandulla" o "chanduya", cuyo significado es el lugar donde abundan las guindas o cerezas; pero esto tiene menos sentido pues, dada la fría y dura climatología de la zona, nunca han destacado y apenas han proliferado allí los árboles frutales, y mucho menos los cerezos.

## Geografía
Se encuentra en la comarca del Valle del Lozoya, en la Sierra Norte. 
| Noroeste: La Acebeda, La Serna del Monte | Norte: La Acebeda, La Serna del Monte, Horcajo de la Sierra-Aoslos | Noreste: Horcajo de la Sierra-Aoslos |
| Oeste: La Serna del Monte                |                                                                    | Este: Madarcos                       |
| Suroeste: Buitrago del Lozoya            | Sur: Buitrago del Lozoya, Puentes Viejas                           | Sureste: Puentes Viejas              |

## Símbolos
Escudo: En medio de un campo de oro, una banda azul (que simboliza el río), acompañada, en lo alto, de un reloj de sol al natural (aunque realmente debiese de ser una piedra de las veces que es a lo que hace referencia y que se encuentra junto a la iglesia de Gandullas) y, en lo bajo, de un pino de sinople. Bordura de sinople cargada de cuatro cabañas de oro, una en cada esquina. Al timbre, la Corona Real de España".
Bandera: De proporciones 2:3. Paño rectangular amarillo con una bordura verde, al centro el escudo municipal.

## Demografía
Cuenta con una población de 185 habitantes (INE 2024).
| Gráfica de evolución demográfica de Piñuécar-Gandullas entre 1842 y 2021 |
| |
| Población de derecho según los censos de población del INE Población de hecho según los censos de población del INEEn este censo se denominaba Piñuécar y Bedillas: 1842 En estos censos se denominaba Piñuécar: 1857, 1860, 1877, 1887, 1897, 1900, 1910, 1920, 1930, 1940, 1950, 1960, 1970, 1981 y 1991 Entre el censo de 1857 y el anterior, crece el término del municipio porque incorpora a 285006 (Gandullas) |